# Ruisseau de Freux
Pour les articles homonymes, voir Freux.
Le ruisseau de Freux est un cours d'eau ardennais de Belgique, affluent de l'Ourthe occidentale faisant partie du bassin versant de la Meuse. Il coule entièrement en province de Luxembourg dans la commune de Libramont-Chevigny.

## Parcours
Ce ruisseau prend sa source dans les bois à 2 kilomètres au nord-ouest de Libramont. Il se dirige vers le nord-ouest, arrose Séviscourt et Freux et traverse la campagne jusqu'au confluent avec l'Ourthe occidentale à Moircy à une altitude de 420 m. Le ruisseau coule sur une longueur approximative de 8 kilomètres.

## Étangs
Avant Freux, le ruisseau reçoit le ruisseau de Chiwé puis, dans la localité, le ruisseau de Robaiwé. Ces trois cours d'eau coulant sur un sol argileux, une trentaine d'étangs furent créés le long de leurs rives ainsi qu'un complexe de 32 petits étangs à Freux. Le plus grand étang, d'une longueur de 600 m, d'une largeur de 250 m et d'une superficie de 8,4 ha se trouve à la sortie de Freux-Menil à côté d'un ancien moulin à eau. La pêche est pratiquée dans certains étangs.